# Mattolineide
Mattolineide è un film per la televisione, di genere documentario, andato in onda nel 1978 sulla Rete 1, diretto da Maurizio Ponzi, dove si ripercorre, attraverso immagini e registrazioni d'archivio, la vita del regista Mario Mattoli.

## Trama
Attraverso immagini e registrazioni d'archivio, si ripercorre la vita del regista Mario Mattoli.